# 2A busz (Tiszaújváros)
A tiszaújvárosi 2A jelzésű autóbuszvonal az Autóbusz-állomás és a Tiszai Erőmű között húzódó helyi vonal volt, amelyet a Borsod Volán Zrt. üzemeltetett.

## Közlekedése
| Viszonylat                               | Indításszám     | Közlekedési rend |
| ---------------------------------------- | --------------- | ---------------- |
| Autóbusz-állomás – Tiszai Erőmű aut. vt. | 1 oda, 2 vissza | munkanapokon     |
| Autóbusz-állomás – Tiszai Erőmű aut. vt. | 2 pár           | szabadnapokon    |

## Megállóhelyei
| 0 | Autóbusz-állomás végállomás                 | 0.0 km | 0  |
| 1 | Bethlen Gábor út (↓) Kazinczy utca (↑)      | 0.7 km | 2  |
| 2 | Művelődési ház                              | 0.9 km | 3  |
| 3 | Tiszaújváros bejárati út                    | 1.5 km | 5  |
| 4 | Volán üzemegység                            | 2.2 km | 6  |
| 5 | Tiszai Erőmű elágazás                       | 4.2 km | 9  |
| 6 | Tiszai Erőmű, autóbusz-váróterem végállomás | 6.0 km | 12 |